# Retipenna hasegawai
Retipenna hasegawai är en insektsart som först beskrevs av Nakahara 1955.  Retipenna hasegawai ingår i släktet Retipenna och familjen guldögonsländor. Inga underarter finns listade i Catalogue of Life.